# Jad Binjamin
Jad Binjamin (hebrejsky יַד בִּנְיָמִין, doslova „Binjaminův pomník“, v oficiálním přepisu do angličtiny Yad Binyamin) je obec typu společná osada (jišuv kehilati) v Izraeli, v Centrálním distriktu, v Oblastní radě Nachal Sorek.

## Geografie
Leží v nadmořské výšce 70 metrů v hustě osídlené a zemědělsky intenzivně využívané pobřežní nížině (region Šefela).
Obec se nachází 17 kilometrů od břehu Středozemního moře, cca 31 kilometrů jihovýchodně od centra Tel Avivu, cca 39 kilometrů západně od Jeruzalému a 3 kilometry jihovýchodně od okraje města Gedera. Jad Binjamin obývají Židé, přičemž osídlení v tomto regionu je etnicky převážně židovské.
Jad Binjamin je na dopravní síť napojen pomocí dálnice číslo 3. Severně od vesnice probíhá dálnice číslo 7. Počátkem 21. století byla zároveň zprovozněna dálnice číslo 6 probíhající těsně podél východního okraje obce. Podél ní vede také železniční trať do Beerševy.

## Dějiny
Jad Binjamin byl založen v roce 1949. Podle jiného zdroje ale nynější obec vznikla až roku 1963. Původně šlo o vzdělávací komplex zaměřený na výchovu dětí. Zřízení osady iniciovala ultraortodoxní organizace Agudat Jisra'el.
Obec prochází výraznou stavební expanzí. Usídlilo se tu i několik set židovských rodin evakuovaných roku 2005 v rámci jednostranného stažení z Pásma Gazy. V obci sídlí úřady Oblastní rady Nachal Sorek, funguje tu zdravotní středisko, zubní ordinace, základní škola a další náboženské vzdělávací instituce včetně ješiv, z nichž některé se sem přesunuly spolu s vysídlenými židovskými osadníky z Pásma Gazy.

## Demografie
Podle údajů z roku 2014 tvořili naprostou většinu obyvatel v Jad Binjamin Židé (včetně statistické kategorie "ostatní", která zahrnuje nearabské obyvatele židovského původu ale bez formální příslušnosti k židovskému náboženství).
Jde o menší obec, která ale nabývá městského charakteru s prudce rostoucí populací. K 31. prosinci 2014 zde žilo 3713 lidí. Během roku 2014 populace stoupla o 1,5 %.
| Rok            | 1961 | 1972 | 1983 | 1995 | 2001 | 2003 | 2004 | 2005 | 2006 | 2007 | 2008 | 2009 | 2010 | 2011 | 2012 | 2013 | 2014 |
| -------------- | ---- | ---- | ---- | ---- | ---- | ---- | ---- | ---- | ---- | ---- | ---- | ---- | ---- | ---- | ---- | ---- | ---- |
| Počet obyvatel | 113  | 147  | 407  | 378  | 392  | 394  | 390  | 447  | 1082 | 2060 | 2735 | 2814 | 3109 | 3501 | 3751 | 3657 | 3713 |